# Generał (film 1998)
Generał (ang. The General) – brytyjsko-irlandzki film kryminalny z 1998 roku w reżyserii Johna Boormana. Scenariusz powstał w oparciu o książkę pod tym samym tytułem autorstwa irlandzkiego dziennikarza Paula Williamsa.
Premiera filmu miała miejsce w konkursie głównym na 51. MFF w Cannes, gdzie John Boorman zdobył nagrodę za najlepszą reżyserię.

## Fabuła
Opowieść o Martinie Cahillu, który był przez wiele lat najsłynniejszym przestępcą w Irlandii, guru kryminalnego półświatka Dublina i lokalnym odpowiednikiem Robin Hooda. Zasłynął swoimi śmiałymi napadami na banki z lat 80. XX w. Dopiero wmieszanie się w politykę i konflikt z IRA doprowadził do jego śmierci w zamachu w 1994. Szacuje się, że w ciągu swojej 20-letniej kariery przestępczej Cahill ukradł majątek wart ponad 60 mln dolarów. Prywatnie jego życie było równie barwne - żył w miłosnym trójkącie ze swoją żoną i jej siostrą.
Co ciekawe, sam reżyser filmu padł ofiarą prawdziwego Cahilla, który włamał się do domu Boormana i ukradł jedną z jego nagród - złotą płytę.

## Obsada
- Brendan Gleeson – Martin Cahill
- Adrian Dunbar – Noel Curley
- Sean McGinley – Gary
- Maria Doyle Kennedy – Frances
- Angeline Ball – Tina
- Jon Voight – inspektor Ned Kenny
- Eanna MacLiam as Jimmy
- Tom Murphy – Willie Byrne
- Paul Hickey – Anthony
- Tommy O'Neill – Paddy
- John O'Toole – Shea
- Ciarán Fitzgerald – Tommy
- Ned Dennehy – Gay
- Vinny Murphy – Harry
- Roxanna Williams – Orla[4]

## Produkcja
Zdjęcia do filmu kręcono w Dublinie i w hrabstwie Wicklow.